# Kryddtofsskivling
Kryddtofsskivling (Pholiota squarrosoides) är en svampart som tillhör divisionen basidiesvampar, och som först beskrevs av Peck, och fick sitt nu gällande namn av Pier Andrea Saccardo. Kryddtofsskivling ingår i släktet tofsskivlingar, och familjen Strophariaceae. Enligt den finländska rödlistan är arten nära hotad i Finland. Enligt den svenska rödlistan är arten nära hotad i Sverige. Arten förekommer i Svealand och Nedre Norrland. Artens livsmiljö är skogslandskap.

## Bildgalleri

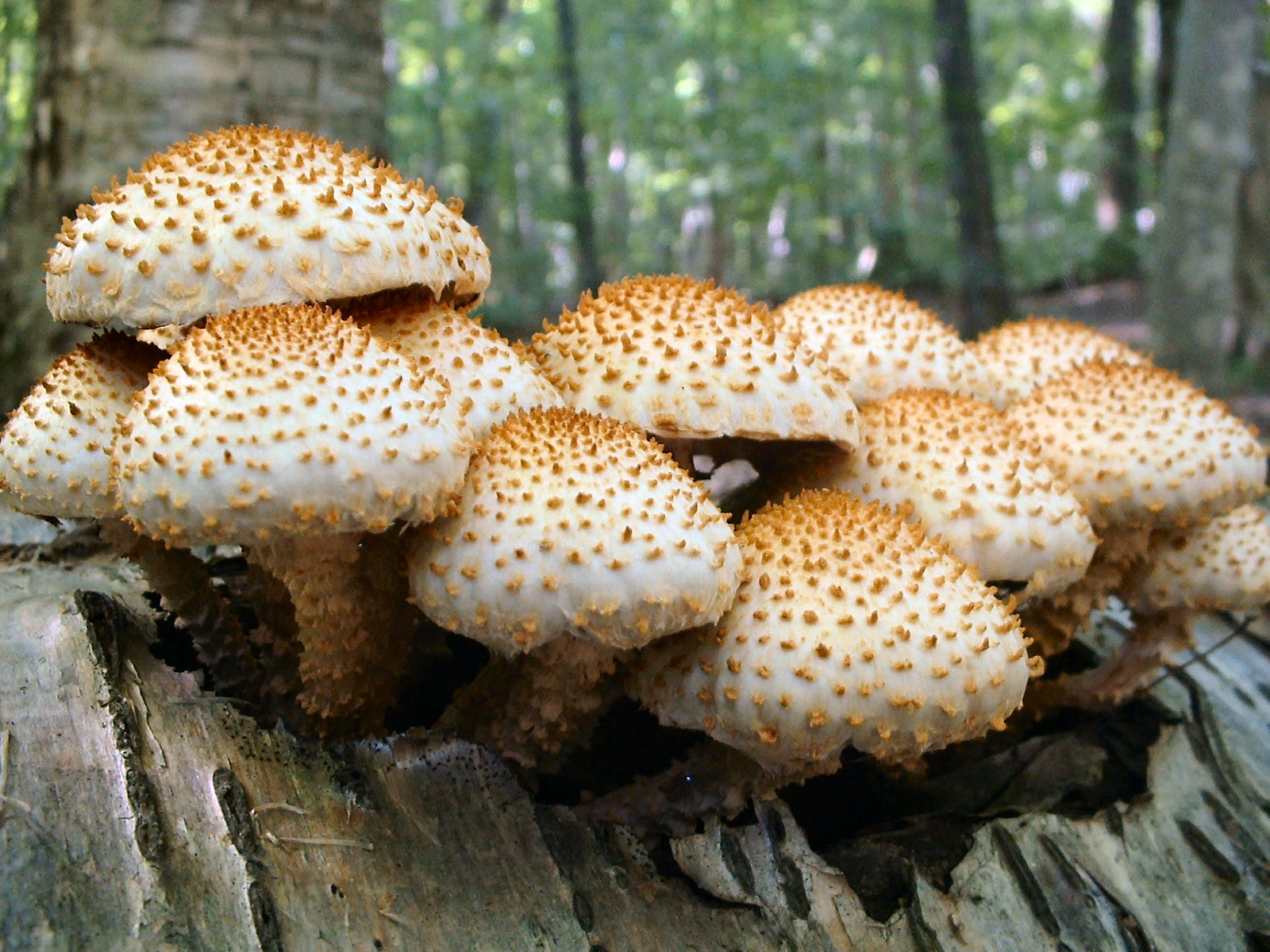
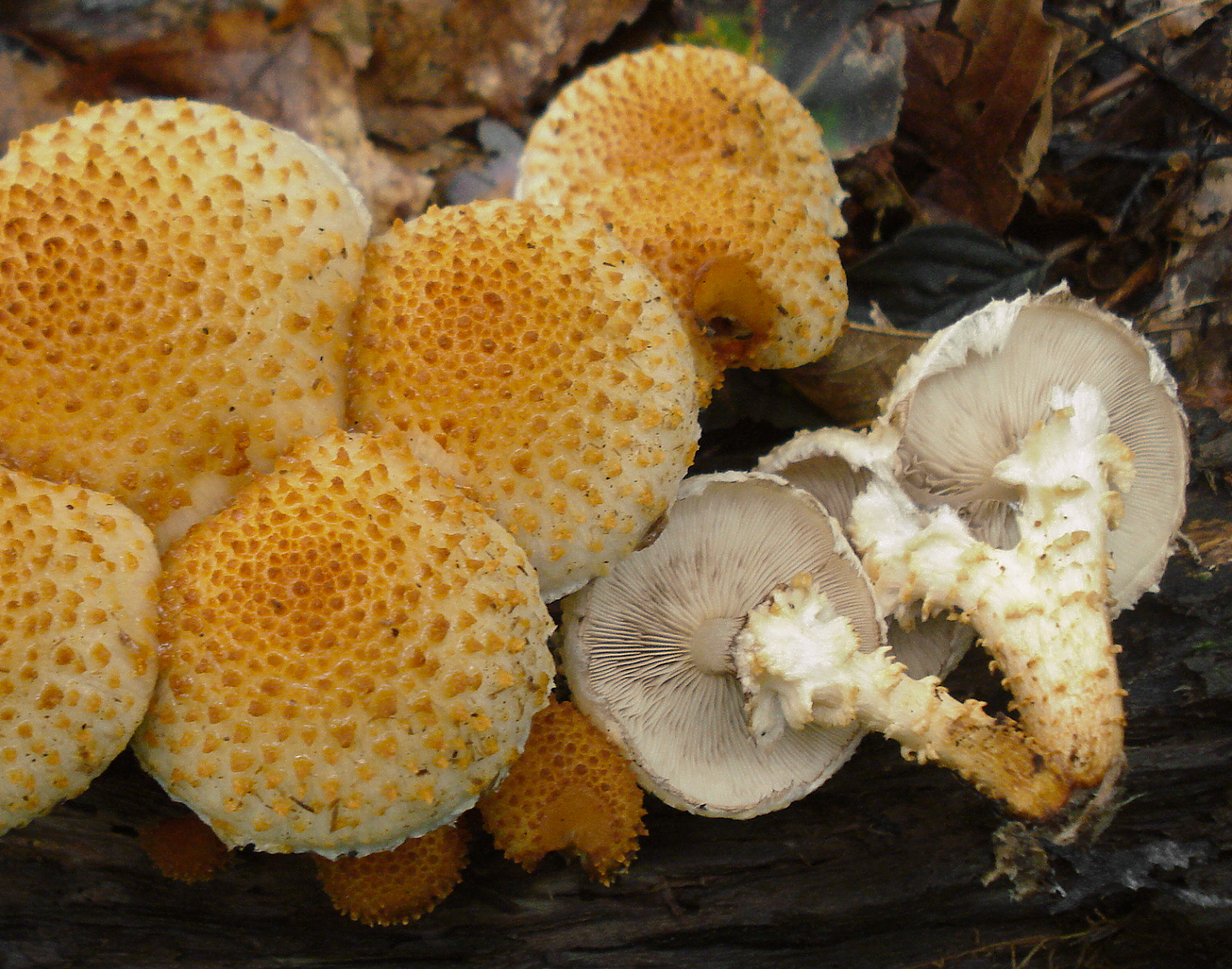
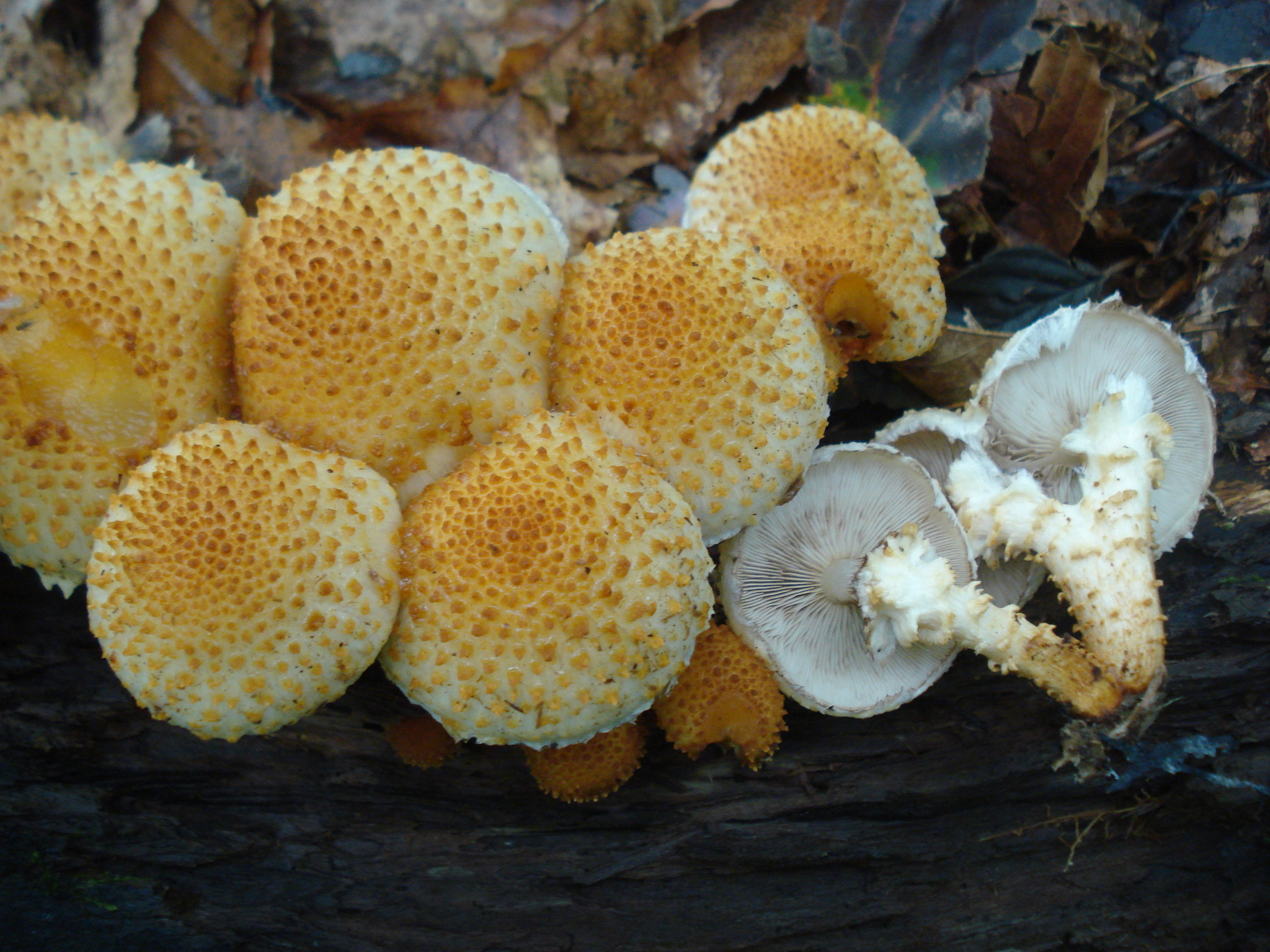
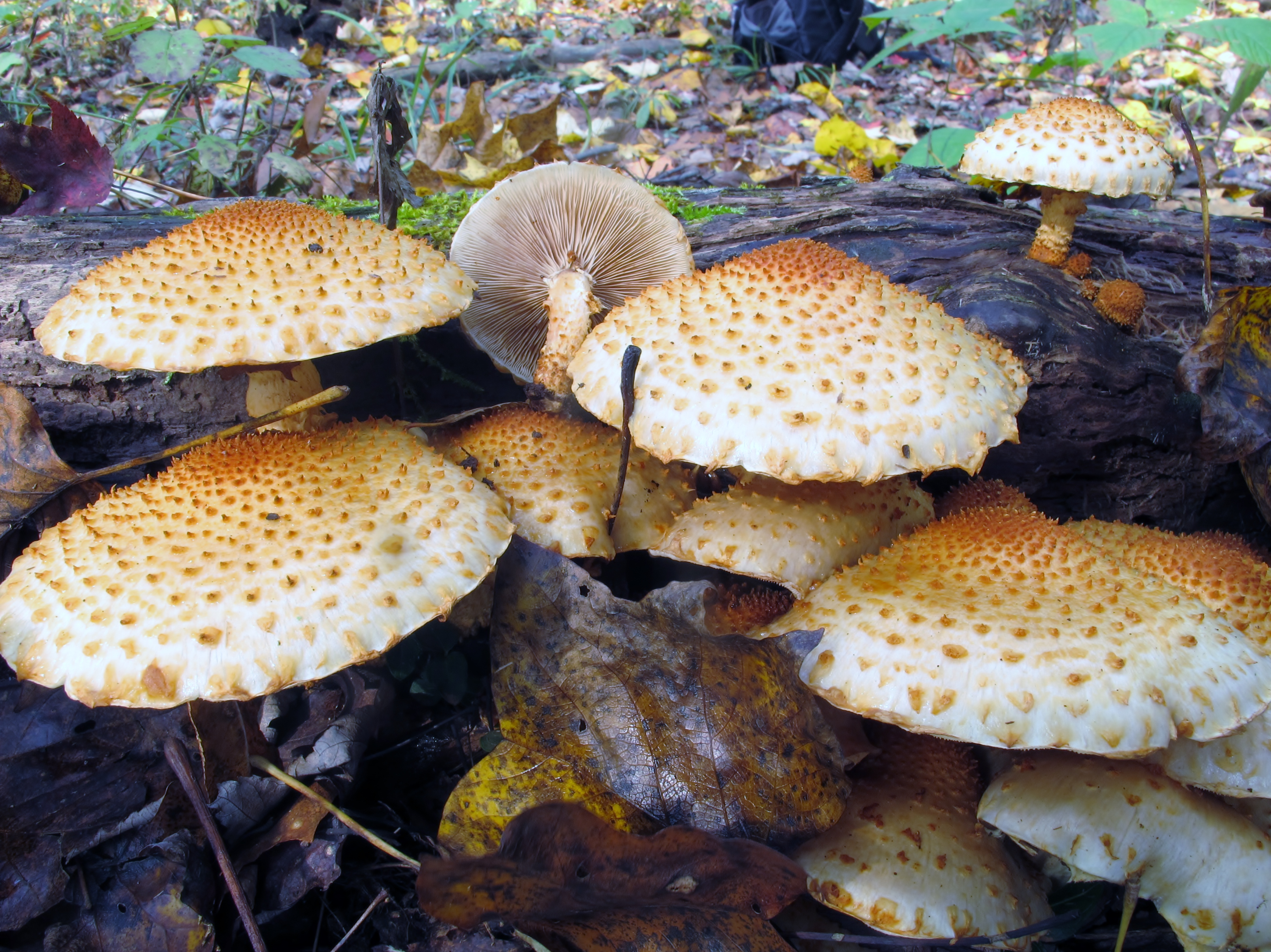
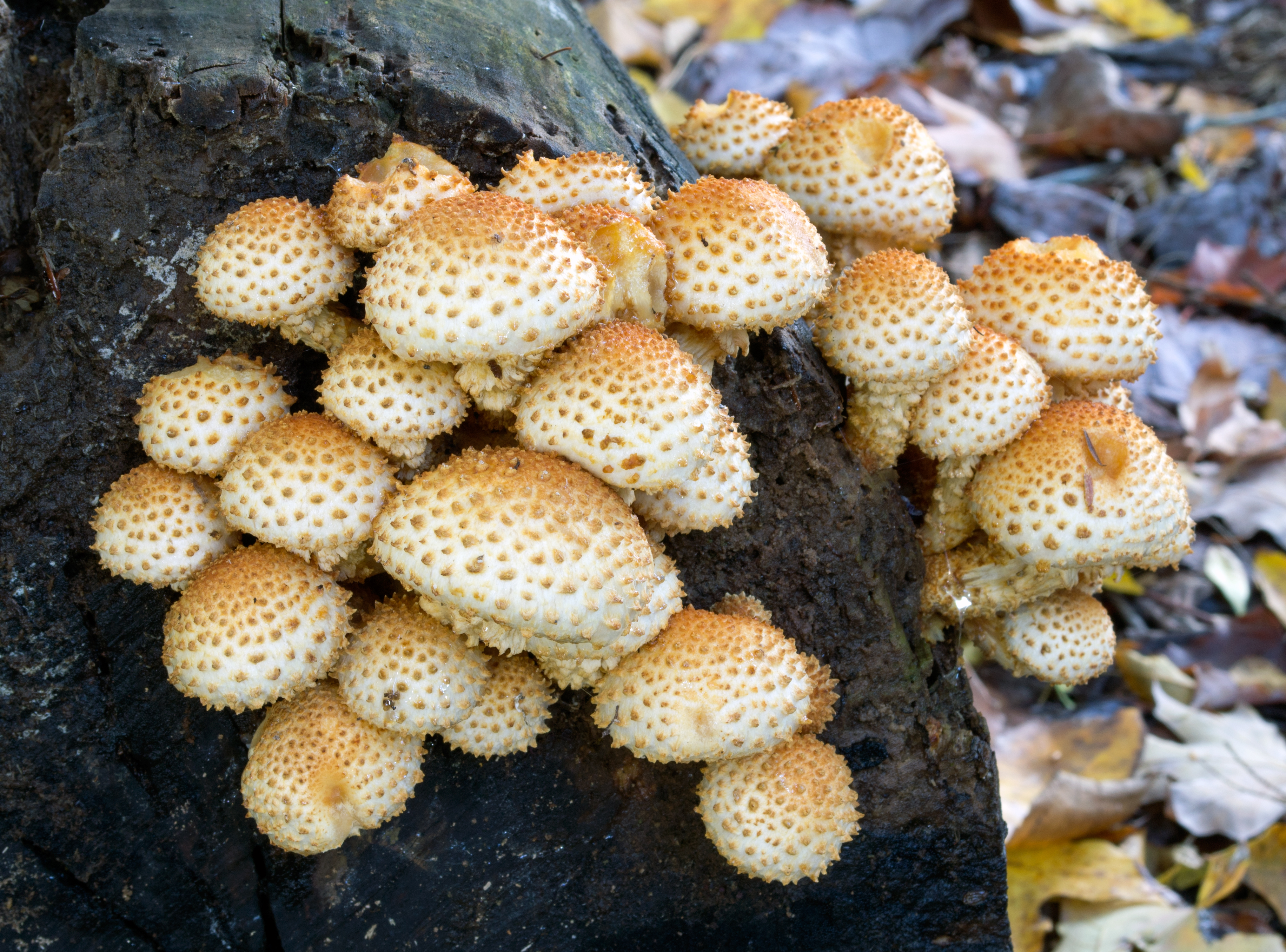
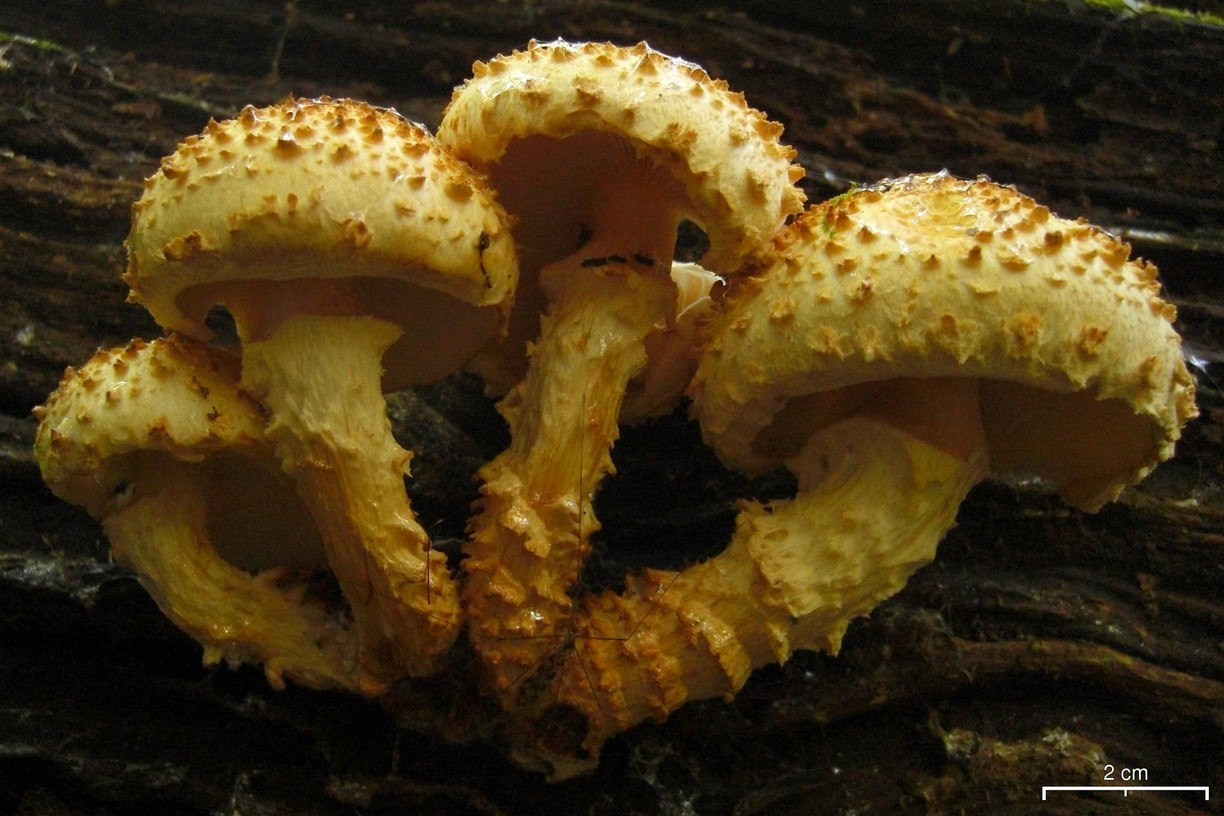
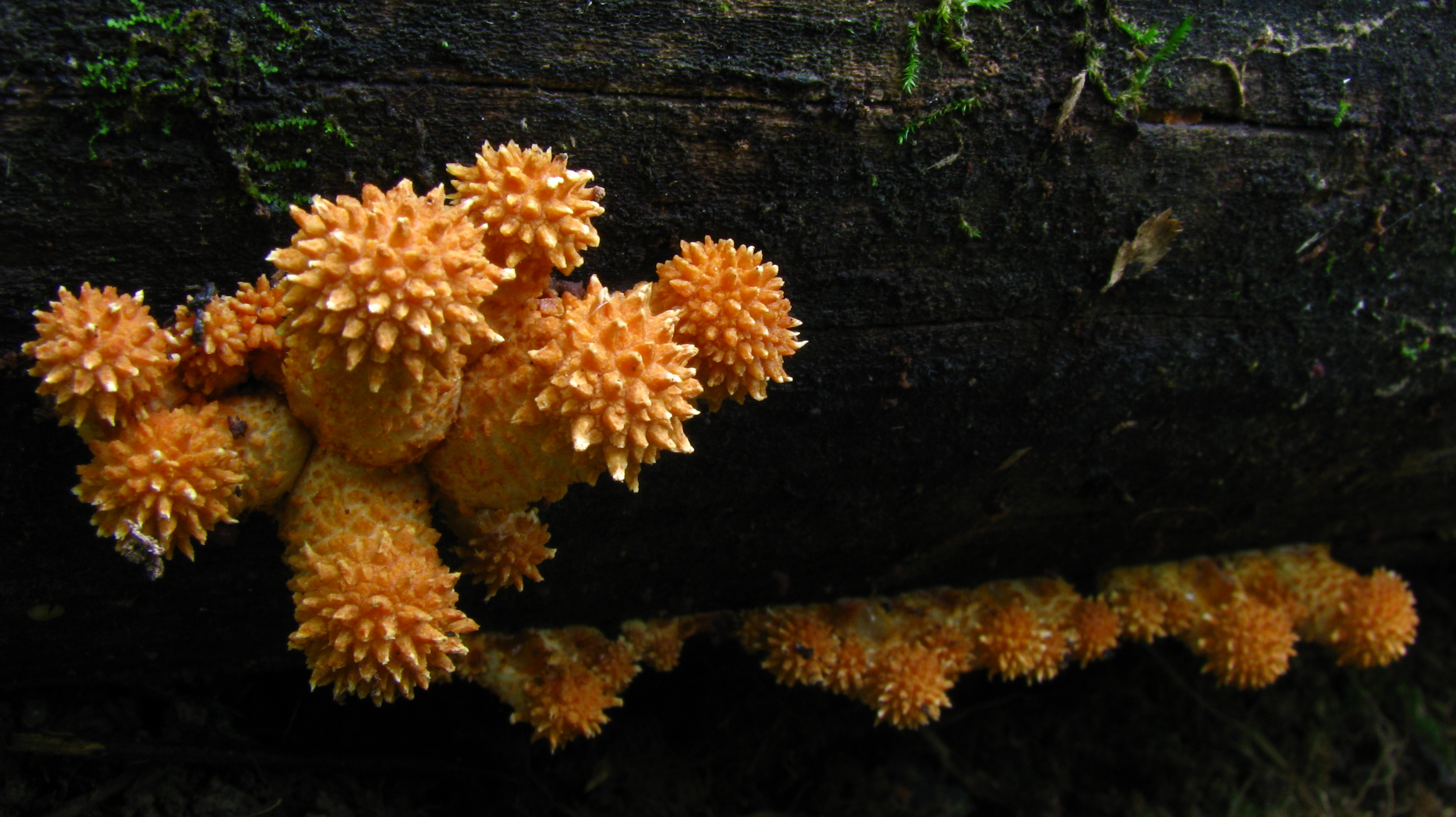
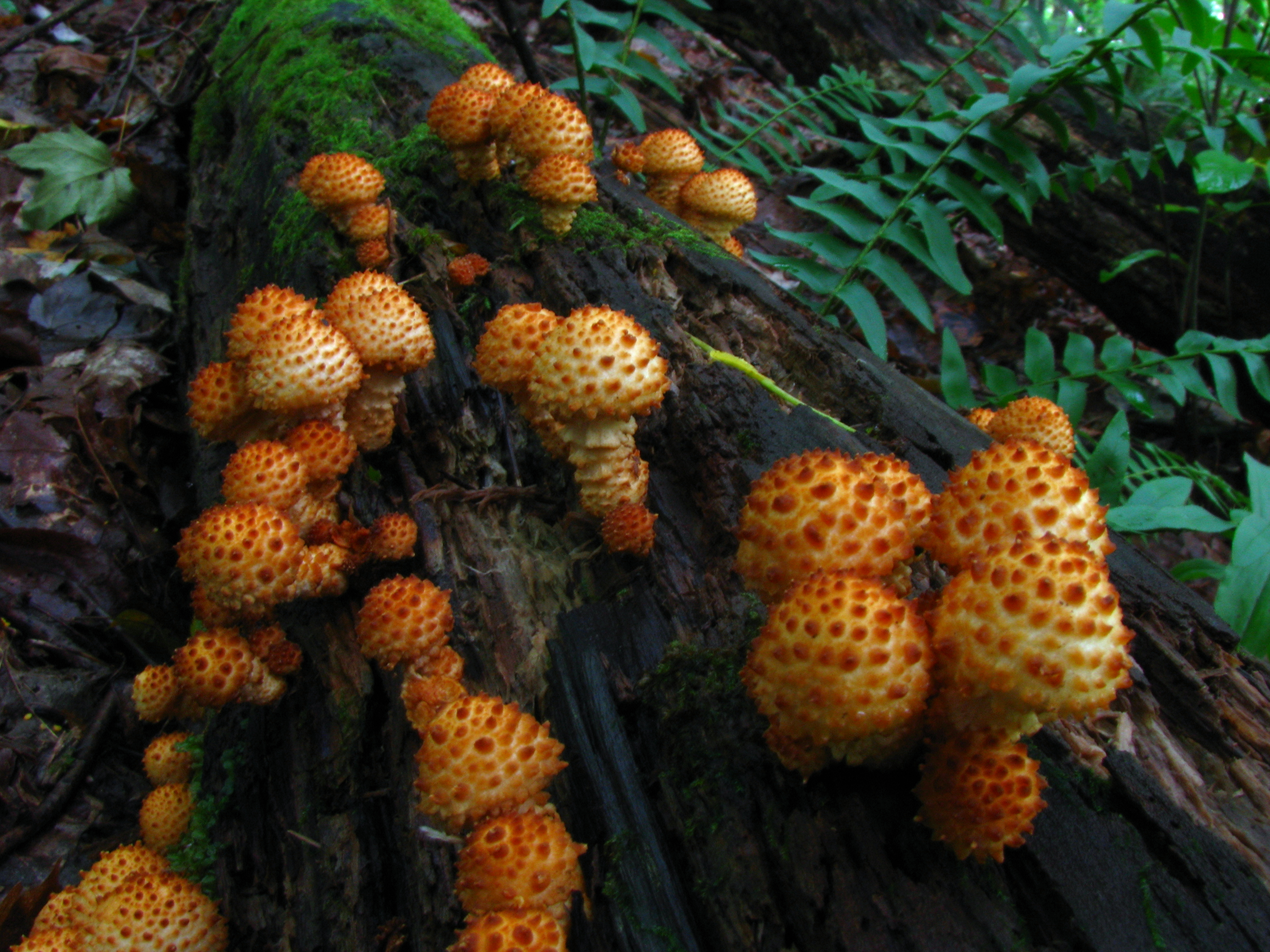
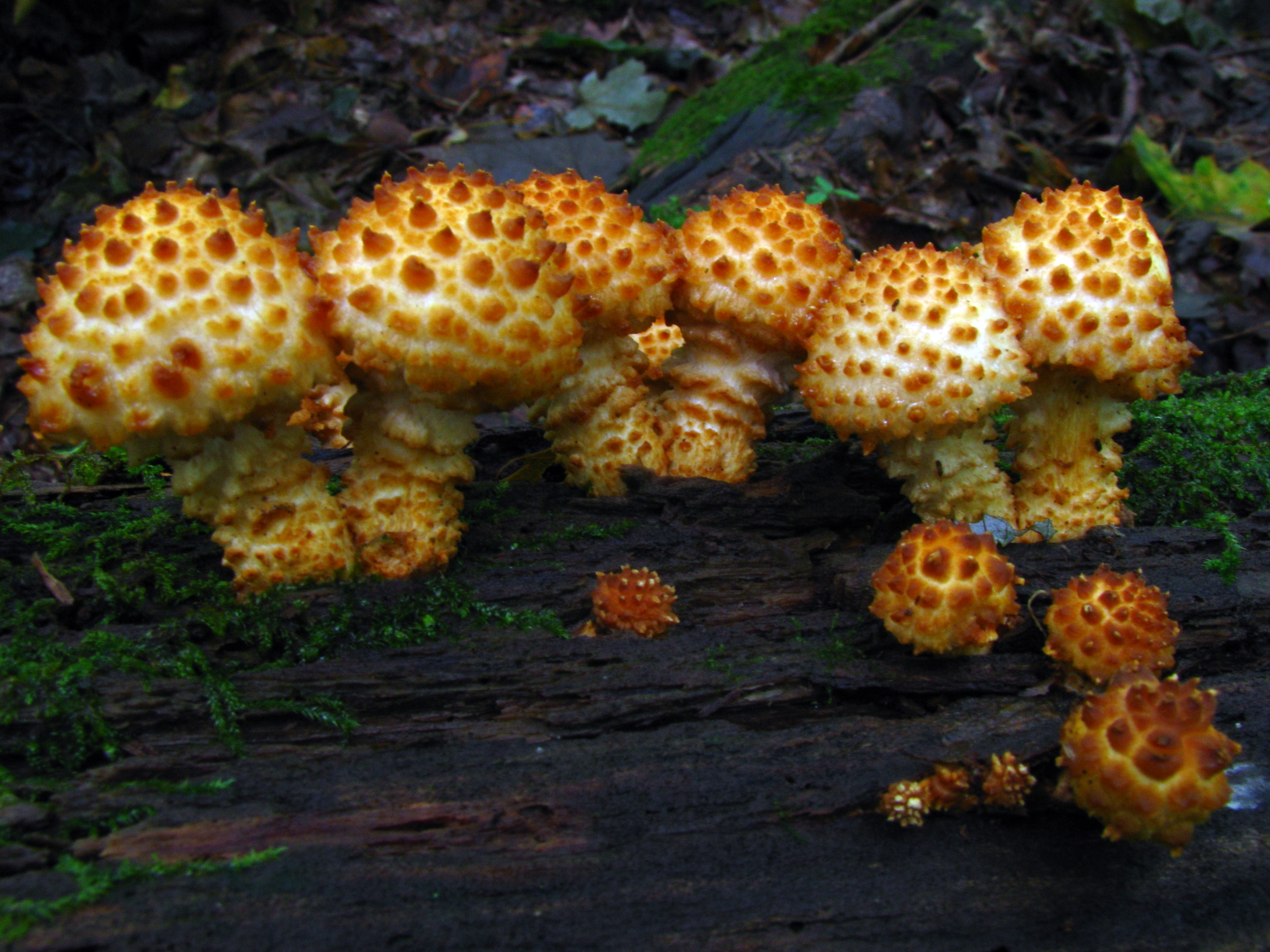
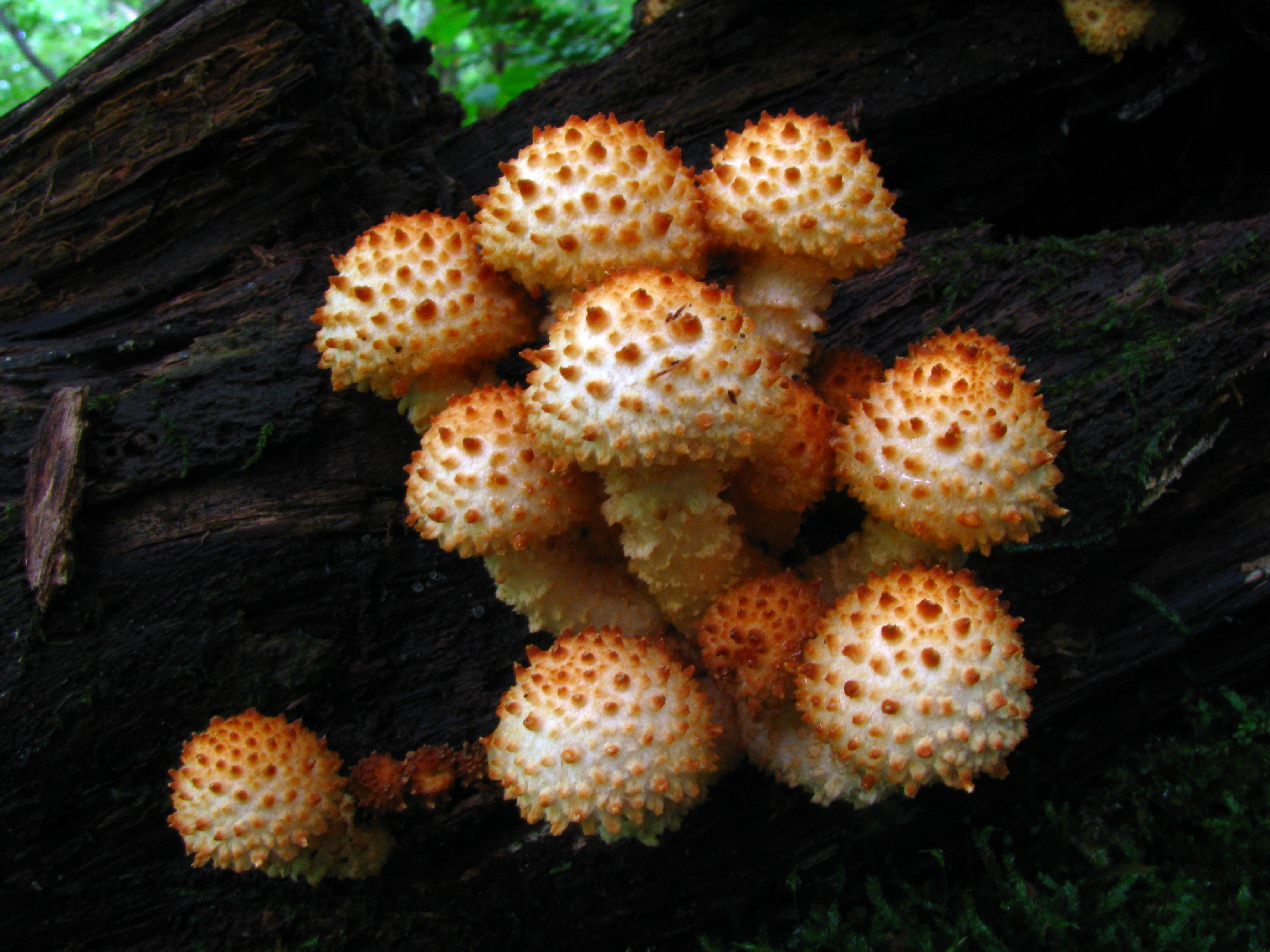